# Henryk Wieniawski
Henryk Wieniawski (Lublin, 1835. július 10. – Moszkva, 1880. március 31.) lengyel hegedűvirtuóz és zeneszerző.

## Életrajza
Rendkívüli tehetségét hamar felfedezték: először édesanyjától, egy zongoraművésznőtől kapott zeneórákat, majd ötéves korában az első hegedűleckét. Nyolcéves korában felvették a Párizsi Konzervatóriumba, ahol Joseph Massart tanítványa volt. Bátyjával, a zongorista Joseffel zeneszerzést is tanult, majd a diploma megszerzése után együtt koncerteztek. 1847-ben jelent meg első műve, a Grand Caprice Fantastique. 15 évesen koncertkörútra indult a belga hegedűművész Henri Vieuxtemps kíséretében.
Anton Grigorjevics Rubinstejn meghívására Henryk Wieniawski Szentpétervárra utazott, ahol 1860-tól 1872-ig élt és tanított: nagy befolyással volt az orosz hegedűművészet fejlődésére, vezette az Orosz Zenetársaság zenekarát és vonósnégyesét.
1872-től 1874-ig kétéves koncertkörúton vett részt Rubinsteinnel az Amerikai Egyesült Államokban. 1875-től – Henri Vieuxtemps helyét átvéve – a Brüsszeli Zeneakadémia hegedűprofesszora lett. Közben nem mondott le nemzetközi turnéiról sem. A belgiumi tartózkodás alatt megromlott egészségi állapota miatt azonban a koncertek gyakran félbeszakadtak. 1879-ben Odesszában búcsúkoncertet adott, a következő évben, Moszkvában szívroham következtében meghalt. Síremléke a varsói Powązki temetőben található.
Wieniawski halála után számtalan kitüntetésben részesült. 1952-ben és 1957-ben Lengyelországban arcképével díszített bélyeget adtak ki; 1979-ben a 100 złoty-s bankérme az ő képmásával jelent meg. Születésének 100. évfordulóján, 1935-ben rendezték meg először a Henryk Wieniawski Nemzetközi Hegedűversenyt, ami 1952 óta ötévenként kerül megrendezésre Poznańban.

## Munkássága
Henryk Wieniawski két igen nehéz hegedűversenyt komponált. Jól ismert a két etűd sorozata, amely nem hiányozhat a hegedülni tanulók repertoárjából. Az egyszerűbb "10 Etudes-Caprices"-t két hegedűre komponálta, a „L'Ecole Moderne” pedig speciális technikák fejlesztésére íródott. 
Az opus 16-os Scherzo-Tarantella és a 17-es számú Legenda gyakran hallható a koncertpódiumokon. Népszerű művei közé tartozik a hegedűre és zongorára komponált Mazurkák és Polonézek, amelyek igen nehéz technikai feladatok elé állítják az előadóművészt, mert balkéz pizzicatót, nagy ugrásokat, üveghangokat, kettős fogásokat tartalmaznak. A gyakran "orosz vonófogás"-nak nevezett technika, amelyet Wieniawski fejlesztett ki, (majd később tanítványai, Jascha Heifetz és Nathan Milstein tökéletesítettek) tette lehetővé e rendkívüli technikai feladatok teljesítését – ez egy merevnek tűnő vonókezelés, ami képessé tette az úgynevezett "repülő staccato" (staccato volante) lejátszására.

## Művei

### Publikált művei opusszámmal
- Grand Caprice Fantastique, Op. 1
- Allegro De Sonate, Op. 2
- Souvenir de Posen, Mazurka, Op. 3
- Polonaise de Concert No. 1, Op. 4
- Adagio Elegique, Op. 5
- Souvenir de Moscow, 2 Russian Romances, Op. 6
- Capriccio-Valse, Op. 7
- Grand Duo Polonaise For Violin and Piano, Op. 8
- Romance sans Paroles et Rondo Elegant, Op. 9
- L'Ecole Moderne, 10 Etudes-Caprices For Violin Solo, Op. 10
- Le Carnaval Russe, Improvisations and Variations, Op. 11
- 2 Mazurkas De Salon, Op. 12
- Fantasie Pastorale, Op. 13
- Violin Concerto No. 1 (Wieniawski)|Concerto No. 1 In F# Minor, Op. 14
- Theme Original Varie, Op. 15
- Scherzo-Tarantelle, Op. 16
- Légende, Op. 17
- Etudes-Caprices Na Dwoje Skrzypiec, Op. 18
- 2 Mazurkas, Obertasse et Le Menetrier, Op. 19 (NB No 2 is known as both 'The Bagpipe Player' [ABRSM Vln Gr VIII Syllabus], and 'The Village Fiddler'[Naxos Records])
- Fantasie Brillante sur Gounod's "Faust", Op. 20
- Polonaise Brillante, Op. 21
- Violin Concerto No. 2 (Wieniawski)|Concerto No. 2 In D Minor, Op. 22
- Gigue in E Minor, Op. 23
- Fantasie Orientale, Op. 24

### Nem publikált és opusszám nélküli művei
- Wariacje na Temat Własnego Mazurka (ok. 1847)
- Aria z Wariacjami E-Dur (przed 1848)
- Fantazja i Wariacje E-Dur (1848)
- Nocturne Pour Violon Seul (1848)
- Romance (ok. 1848)
- Rondo Alla Polacca E-Moll (1848)
- Duo Concertant na Temat z Opery "Łucja z Lammermooru" Donizettiego (ok. 1850)
- Duo Concertant na Temat Hymnu Rosyjskiego A. Lwowa (ok. 1850)
- Duo Concertant na Temat Rosyjskiej Melodii Ludowej (ok. 1850)
- Fantazja na Temat z Opery "Prorok" Meyerbeera (ok. 1850)
- Mazur Wiejski (ok. 1850)
- Fantazja na Temat z Opery "Ryszard Lwie Serce" Gretry'Ego (ok. 1851)
- Duet na Tematy Finlandzkich Pieśni (ok. 1851)
- Dwa Mazurki (1851)
- Marsz (1851)
- Wariacje na Temat Hymnu Rosyjskiego (ok. 1851)
- Wariacje na Temat "Jechał Kozak Zza Dunaju" (ok. 1851)
- Kujawiak A-Moll (1853)
- Wariacje na Temat Hymnu Austriackiego (1853)
- Rozumiem, pieśń na głos z fortepianem (1854)
- Souvenir de Lublin, polka koncertowa (ok. 1855)
- Fantazja na Temat z Opery "Lunatyczka" Belliniego (ok. 1855)
- Wspomnienie z San Francisco (ok. 1874)
- Kujawiak C-Dur
- Polonaise Triomphale
- Reverie Fis-Moll na Altówkę i Fortepian